# Bursa bufonia
Bursa bufonia là một loài ốc biển, là động vật thân mềm chân bụng sống ở biển trong họ Bursidae.
Loài này hiện diện ở Biển Đỏ và Ấn Độ Dương ngoài khơi Madagascar, Aldabra, Chagos và Mascarene Bassin; và Tây Thái Bình Dương.